# Fredagen den 13:e del VII
Fredagen den 13:e del 7 (Friday the 13th Part VII: The New Blood) är en amerikansk skräckfilm från 1988.

## Handling
Sedan den galne mördaren Jason Voorhees kedjades fast på botten av Crystal Lake har det närliggande sommarlägret fungerat friktionsfritt – utan ett enda mord. Men en av den här säsongens campare bär på en dödlig hemlighet. Tina Shepherd kan se in i framtiden och få föremål att sväva. Hennes läkare vet mycket väl hur farligt telekinesi kan vara, men han vill utnyttja henne, inte hjälpa henne. Och nu är det för sent. Tina har råkat släppa lös Jason från hans vattengrav – och blodbadet närmar sig. Tinas enda hopp för att överleva står till hennes övernaturliga krafter. Men vad har en tonårstjej för chans mot en galen yxmördare?

## Om filmen
Filmen hade premiär 1988. Den svenska åldersgränsen är 15 år. Filmens budget var 3 500 000 dollar. Tankarna inför denna sjunde film i serien var från början att göra den film som så småningom blev av femton år senare, Freddy vs Jason. Men rättighetsfrågorna kring de båda huvudrollerna kunde denna gång aldrig lösas mellan Paramount Pictures och New Line Cinema.

## Rollista i urval
- Kane Hodder – Jason Voorhees
- Lar Park-Lincoln – Tina Shepard
- Susan Jennifer Sullivan – Melissa
- Kevin Spirtas – Nick
- Terry Kiser – Dr. Crews
- Susan Blu – Mrs. Amanda Shepard
- Heidi Kozak – Sandra
- William Butler – Michael
- Staci Greason – Jane
- Larry Cox – Russell
- Jeff Bennett – Eddie
- Diana Barrows – Maddy
- Elizabeth Kaitan – Robin
- Jon Renfield – David
- Michael Schroeder – Dan
- Debora Kessler – Judy
- Diane Almeida – Kate
- Craig Thomas – Ben